# Ralf Kirsten
Ralf Kirsten (30 de maig de 1930 - 23 de gener de 1998) va ser un director de cinema i guionista alemany. Va dirigir 22 pel·lícules entre 1955 i 1986. La seva pel·lícula de 1984 Wo andere schweigen va ser presentada al 14è Festival Internacional de Cinema de Moscou.

## Vida i carrera
Després de fer un aprenentatge com a electricista, Kirsten va anar a la universitat per estudiar literatura i teatre alemanys, primer a la Universitat Humboldt de Berlín, i més tard a l'Theater Institut a Weimar. Després va estudiar direcció de cinema a l'Escola de Cinema i Televisió de l'Acadèmia d'Arts Escèniques de Praga (FAMU) al costat del seu compatriota alemany de l'Est Frank Beyer. Es va graduar el 1956 i va començar a treballar en televisió.
El 1960, Kirsten es va unir a DEFA, l'estudi de cinema de propietat estatal de la República Democràtica Alemanya (RDA), on abans havia produït la seva pel·lícula de diploma FAMU Bärenburger Schnurre, i el seu primer llargmetratge, Skimeister von morgen. La seva primera pel·lícula per DEFA va ser Steinzeitballade, una pel·lícula experimental sobre dones enderrocadores al Berlín de postguerra, que va ser ben rebut per la crítica. El 1961 Kirsten va tenir un èxit popular amb Auf der Sonnenseite, una comèdia sobre un treballador d'una fàbrica que somia convertir-se en una estrella, amb Manfred Krug al paper principal. Kirsten i Krug col·laborarien en diverses altres pel·lícules.
El 1966, Kirsten va dirigir una adaptació cinematogràfica de Der verlorene Engel, una novel·la de Franz Fuhmann sobre l'escultor Ernst Barlach. La pel·lícula va ser inicialment prohibida, i només es va mostrar en públic per primera vegada l'any 1970, amb una estrena general l'any següent. Kirsten va fer diverses pel·lícules sobre personatges històrics, inclosa [[[Wo andere schweigen]], ade 1984, sobre la líder comunista alemanya de principis del segle XX Clara Zetkin.
Quan DEFA va tancar després de la reunificació d'Alemanya, Kirsten va ensenyar a la Filmuniversität Babelsberg Konrad Wolf. Va morir a Berlín el 23 de gener de 1998.

## Filmografia
- Bärenburger Schnurre (1957)
- Skimeister von morgen (1957)
- Steinzeitballade (1960)
- Auf der Sonnenseite (1961)
- Beschreibung eines Sommers (1962)
- Mir nach, Canaillen! (1964)
- Der verlorene Engel (1966, reestrenada el 1971)
- Frau Venus und ihr Teufel (1967)
- Netzwerk (1969)
- Zwei Briefe an Pospischiel (minisèrie, 1970)
- Die Elexiere des Teufels (1972)
- Junger Mann (1973)
- Unterm Birnbaum (1973)
- Eine Pyramide für mich (1975)
- Ich zwing dich zu leben (1977)
- Lachtauben weinen nicht (1979)
- Wo andere schweigen (1984)
- Käthe Kollwitz – Bilder eines Lebens (1986)